# Leptodontiopsis elata
Leptodontiopsis elata är en bladmossart som beskrevs av Hugh Neville Dixon 1918. Leptodontiopsis elata ingår i släktet Leptodontiopsis och familjen Orthotrichaceae. Inga underarter finns listade i Catalogue of Life.